# Liste der Kulturdenkmale in Friedrichshafen
In der Liste der Kulturdenkmale in Friedrichshafen sind Bau- und Kunstdenkmale der Stadt Friedrichshafen verzeichnet, die im „Verzeichnis der unbeweglichen Bau- und Kunstdenkmale und der zu prüfenden Objekte“ des Landesamts für Denkmalpflege Baden-Württemberg verzeichnet sind. Dieses Verzeichnis ist nicht öffentlich und kann nur bei „berechtigtem Interesse“ eingesehen werden. Die folgende Liste ist daher nicht vollständig und beruht auf anderweitig veröffentlichten Angaben.

## Allgemein
- Bild: Zeigt ein ausgewähltes Bild aus Commons, „Weitere Bilder“ verweist auf die Bilder im Medienarchiv Wikimedia Commons.
- Bezeichnung: Nennt den Namen, die Bezeichnung oder die Art des Kulturdenkmals.
- Lage: Straßenname und Hausnummer oder Flurstücknummer des Kulturdenkmals, gegebenenfalls auch den Ortsteil. Die Grundsortierung der Liste erfolgt nach dieser Adresse. Der Link (Karte) führt zu verschiedenen Kartendiensten mit der Position des Kulturdenkmals. Fehlt dieser Link, wurden die Koordinaten noch nicht eingetragen. Sind diese bekannt, können sie über ein Tool mit einer Kartenansicht einfach nachgetragen werden. In dieser Kartenansicht sind Kulturdenkmale ohne Koordinaten mit einem roten bzw. orangen Marker dargestellt und können durch Verschieben auf die richtige Position in der Karte mit Koordinaten versehen werden. Kulturdenkmale ohne Bild sind an einem blauen bzw. roten Marker erkennbar.
- Datierung: Baubeginn, Fertigstellung, Datum der Erstnennung oder grobe zeitliche Einordnung entsprechend des Eintrags in der zuständigen Denkmaldatenbank (Landesamt für Denkmalpflege Baden-Württemberg).
- Beschreibung: Kurzcharakteristik des Kulturdenkmals.

## Ailingen
| Bild           | Bezeichnung                                     | Lage                                                 | Datierung | Beschreibung             | ID |
| -------------- | ----------------------------------------------- | ---------------------------------------------------- | --------- | ------------------------ | -- |
| Weitere Bilder | Katholische Pfarrkirche St. Nikolaus (Berg)     | Ailingen, Dekan-Rogg-Straße 1 (Karte)                |           | Geschützt nach § 2 DSchG |    |
|                | Sogenannte Wolfenhofkapelle                     | Ailingen, Hirschlatter Straße 47 (Karte)             |           | Geschützt nach § 2 DSchG |    |
| Weitere Bilder | Katholische Pfarrkirche St. Johannes der Täufer | Ailingen, Ittenhauser Straße 9 (Karte)               |           | Geschützt nach § 2 DSchG |    |
| Weitere Bilder | Altes Pfarrhaus                                 | Ailingen, Ittenhauser Straße 11 (Karte)              |           | Geschützt nach § 2 DSchG |    |
|                | Bauernhaus, Jägerhaus Nr. 1                     | Ailingen, Jägerhaus Nr. 1                            |           | Geschützt nach § 2 DSchG |    |
|                | Ehemaliger Bierkeller                           | Ailingen, Bierkeller Nr. 1                           |           |                          |    |
|                | Bauernhaus, Friedenstraße 48                    | Ailingen, Friedenstraße 48 (Karte)                   |           |                          | BW |
| Weitere Bilder | Friedhof mit Kapelle                            | Ailingen, Friedhofweg 19 (Karte)                     |           |                          |    |
|                | Wohnhaus einer Hofanlage, Hagendorn 1           | Ailingen, Hagendorn 1 (Karte)                        |           |                          | BW |
| Weitere Bilder | Haldenberg-Kapelle                              | Ailingen, Haldenberg Nr. 1 (Karte)                   |           |                          |    |
|                | Bauernhaus, Hauptstraße 63/1                    | Ailingen, Hauptstraße 63/1 (Karte)                   |           |                          | BW |
|                | Bauernhaus, Hauptstraße 141 (Oberlottenweiler)  | Ailingen, Hauptstraße 141 (Oberlottenweiler) (Karte) |           |                          | BW |
|                | Ökonomiegebäude, Hirbachweg Nr. 4               | Ailingen, Hirbachweg Nr. 4 (Karte)                   |           |                          | BW |
|                | Nischenkapelle, zu Ittenhauser Straße 9         | Ailingen, Ittenhauser Straße 9                       |           |                          |    |
|                | Bauernhaus, Jägerweg 7                          | Ailingen, Jägerweg 7                                 |           |                          |    |
|                | Bauernhaus, Lottenweiler Weg 21                 | Ailingen, Lottenweiler Weg 21 (Karte)                |           |                          | BW |
|                | Hofkapelle, Martinshof Nr. 1                    | Ailingen, Martinshof Nr. 1                           |           |                          |    |
|                | Ehemalige Lohmühle, Reinach Nr. 2               | Ailingen, Reinach Nr. 2                              |           |                          |    |
|                | Mühle mit Wasserbau, Rotachstraße 1             | Ailingen, Rotachstraße 1 (Karte)                     |           |                          | BW |
|                | Ökonomiegebäude, Rotachstraße 10/2              | Ailingen, Rotachstraße 10/2 (Karte)                  |           |                          | BW |
|                | Bauernhaus, Rotachstraße 13                     | Ailingen, Rotachstraße 13 (Karte)                    |           |                          | BW |
|                | Altes Schulhaus, Schulstraße 5                  | Ailingen, Schulstraße 5 (Karte)                      |           |                          | BW |
|                | Altes Schulhaus, Schulstraße 11                 | Ailingen, Schulstraße 11 (Karte)                     |           |                          | BW |
|                | Wohnhaus einer Hofanlage, Teuringer Straße 206  | Ailingen, Teuringer Straße 206 (Karte)               |           |                          | BW |

## Ettenkirch
| Bild           | Bezeichnung                                    | Lage                                      | Datierung | Beschreibung             | ID |
| -------------- | ---------------------------------------------- | ----------------------------------------- | --------- | ------------------------ | -- |
|                | Ehemaliger Kelhof Kloster Kreuzlingen          | Ettenkirch, Kreuzlinger Straße 18 (Karte) |           | Geschützt nach § 2 DSchG |    |
|                | Kapelle St. Silvester                          | Ettenkirch, Kreuzlinger Straße 20 (Karte) |           | Geschützt nach § 2 DSchG | BW |
| Weitere Bilder | Katholische Pfarrkirche St. Peter und Paul     | Ettenkirch, Petrus-Mohr-Weg 1 (Karte)     |           | Geschützt nach § 2 DSchG |    |
|                | Gedenktafel, Huiweiler Nr. 2a                  | Ettenkirch, Huiweiler Nr. 2a              |           |                          |    |
|                | Backhaus                                       | Ettenkirch, Krehenberg 7b (Karte)         |           |                          | BW |
|                | Ehemaliges Gasthaus Zum Hirschen               | Ettenkirch, Kreuzlinger Straße 2 (Karte)  |           |                          | BW |
|                | Ehemaliges Schul- und Mesnerhaus               | Ettenkirch, Landvogteistraße 5 (Karte)    |           |                          | BW |
|                | Pfarrhaus                                      | Ettenkirch, Petrus-Mohr-Weg 3 (Karte)     |           |                          | BW |
|                | Hauptgebäude einer Hofanlage, Zillisbach Nr. 1 | Ettenkirch, Zillisbach Nr. 1              |           |                          |    |

## Friedrichshafen-Kernstadt
| Bild           | Bezeichnung                                               | Lage                                                                         | Datierung | Beschreibung              | ID |
| -------------- | --------------------------------------------------------- | ---------------------------------------------------------------------------- | --------- | ------------------------- | -- |
|                | Kapelle St. Blasius                                       | Friedrichshafen Meistershofen, Blasiusweg 10 (Karte)                         |           | Geschützt nach § 12 DSchG |    |
| Weitere Bilder | Friedhofskapelle St. Johann Nepomuk                       | Friedrichshafen Kernstadt, Brühlpfad 1 (Karte)                               |           | Geschützt nach § 12 DSchG |    |
| Weitere Bilder | Katholische Pfarrkirche St. Petrus Canisius               | Friedrichshafen Kernstadt, Katharinenstraße 12/14 (Karte)                    |           | Geschützt nach § 12 DSchG |    |
| Weitere Bilder | Katholische Pfarrkirche St. Nikolaus                      | Friedrichshafen Kernstadt, Kirchplatz 1 (Karte)                              |           | Geschützt nach § 12 DSchG |    |
| Weitere Bilder | Katholische Pfarrkirche St. Peter und Paul                | Friedrichshafen Kernstadt, Manzeller Straße 6 (Karte)                        |           | Geschützt nach § 12 DSchG |    |
|                | Kapelle St. Georg                                         | Friedrichshafen Kernstadt, Ravensburger Straße 49 (Karte)                    |           | Geschützt nach § 12 DSchG |    |
|                | Ehemalige Pfarrkirche Maria Geburt                        | Friedrichshafen Kernstadt, Römerweg 10 (Karte)                               |           | Geschützt nach § 12 DSchG |    |
| Weitere Bilder | Schloss                                                   | Friedrichshafen Kernstadt, Schlossstraße 1 (Karte)                           |           | Geschützt nach § 12 DSchG |    |
| Weitere Bilder | Schlosskirche                                             | Friedrichshafen Kernstadt, Schlossstraße 2 (Karte)                           |           | Geschützt nach § 12 DSchG |    |
|                | Wegkapelle                                                | Friedrichshafen Kernstadt, Schnetzenhausen                                   |           | Geschützt nach § 12 DSchG |    |
|                | Siedlung Zeppelindorf                                     | Friedrichshafen Kernstadt, Zeppelindorf (Karte)                              |           | Geschützt nach § 12 DSchG |    |
|                | Villa Tettenhammer                                        | Friedrichshafen Kernstadt, Achstraße 2                                       |           | Geschützt nach § 2 DSchG  |    |
| Weitere Bilder | Rathaus                                                   | Friedrichshafen Kernstadt, Adenauerplatz 1 (Karte)                           |           | Geschützt nach § 2 DSchG  |    |
|                | Wohnhaus in Holzfertigbauweise                            | Friedrichshafen Kernstadt, Alter Friedhofweg 2 (Karte)                       |           | Geschützt nach § 2 DSchG  |    |
|                | Kirche und Pfarrhaus Zum guten Hirten                     | Friedrichshafen Kernstadt, Dahlienstraße 1 (Karte)                           |           | Geschützt nach § 2 DSchG  |    |
|                | Ehemaliges Gemeindehaus                                   | Friedrichshafen Kernstadt, Dornierstraße 131 (Karte)                         |           | Geschützt nach § 2 DSchG  | BW |
|                | Katholische Kirche St. Vitus                              | Friedrichshafen Kernstadt, Dr.-Rueß-Platz 1 (Karte)                          |           | Geschützt nach § 2 DSchG  | BW |
|                | Villa Seeheim                                             | Friedrichshafen Kernstadt, Eckenerstraße 45 (Karte)                          |           | Geschützt nach § 2 DSchG  |    |
|                | Villa Hüni mit Umfriedung                                 | Friedrichshafen Kernstadt, Eckenerstraße 65 (Karte)                          |           | Geschützt nach § 2 DSchG  | BW |
|                | Ehemalige Mühle                                           | Friedrichshafen Kernstadt, Eichenmühle 2 (Karte)                             |           | Geschützt nach § 2 DSchG  | BW |
|                | Fachwerkhaus Eichenmühleweg 5                             | Friedrichshafen Kernstadt, Eichenmühleweg 5 (Karte)                          |           | Geschützt nach § 2 DSchG  | BW |
| Weitere Bilder | Doppelwohnhaus Ernst-Lehmann-Straße 4                     | Friedrichshafen Kernstadt, Ernst-Lehmann-Straße 4 (Karte)                    |           | Geschützt nach § 2 DSchG  |    |
| Weitere Bilder | Ehemaliges Ledigenheim                                    | Friedrichshafen Kernstadt, Ernst-Lehmann-Straße 24/26 (Karte)                |           | Geschützt nach § 2 DSchG  |    |
|                | Heizwerk                                                  | Friedrichshafen Kernstadt, Fallenbrunnen 12 (Karte)                          |           | Geschützt nach § 2 DSchG  |    |
|                | Pfründerhaus, Heiseloch Nr. 3/1                           | Friedrichshafen Kernstadt, Heiseloch Nr. 3/1                                 |           | Geschützt nach § 2 DSchG  |    |
|                | Friedhof, Erweiterung Einsegnungshalle                    | Friedrichshafen Kernstadt, Hochstraße 41 (Karte)                             |           | Geschützt nach § 2 DSchG  | BW |
|                | Wandrelief                                                | Friedrichshafen Kernstadt, Hofener Straße 16 (Karte)                         |           | Geschützt nach § 2 DSchG  |    |
|                | Wohnhaus, Jettenhauser Straße 35                          | Friedrichshafen Kernstadt, Jettenhauser Straße 35 (Karte)                    |           | Geschützt nach § 2 DSchG  | BW |
|                | Altes Pfarrhaus                                           | Friedrichshafen Kernstadt, Karlstraße 2 (Karte)                              |           | Geschützt nach § 2 DSchG  |    |
|                | Alte Apotheke                                             | Friedrichshafen Kernstadt, Karlstraße 15 (Karte)                             |           | Geschützt nach § 2 DSchG  |    |
| Weitere Bilder | Wohn- und Geschäftshaus, Karlstraße 17                    | Friedrichshafen Kernstadt, Karlstraße 17 (Karte)                             |           | Geschützt nach § 2 DSchG  |    |
|                | Feuerwehrgebäude                                          | Friedrichshafen Kernstadt, Katharinenstraße 5 (Karte)                        |           | Geschützt nach § 2 DSchG  |    |
|                | Mosaik im Graf-Zeppelin-Gymnasium                         | Friedrichshafen Kernstadt, Katharinenstraße 20 (Karte)                       |           | Geschützt nach § 2 DSchG  | BW |
|                | Villa Wagner und Park                                     | Friedrichshafen Kernstadt, Klufterner Straße 85 (Karte)                      |           | Geschützt nach § 2 DSchG  | BW |
|                | Pfarrhaus zum Guten Hirten                                | Friedrichshafen Kernstadt, Lilienstraße 5 (Karte)                            |           | Geschützt nach § 2 DSchG  | BW |
|                | Erlöserkirche                                             | Friedrichshafen Kernstadt, Lilienstraße 15 (Karte)                           |           | Geschützt nach § 2 DSchG  |    |
|                | Villa Colsman                                             | Friedrichshafen Kernstadt, Maybachplatz 5 (Karte)                            |           | Geschützt nach § 2 DSchG  |    |
|                | Transformatorenstation                                    | Friedrichshafen Kernstadt, Mörikestraße 6/1 (Karte)                          |           | Geschützt nach § 2 DSchG  |    |
|                | Bauernhaus mit Ausdingehaus, Obere Mühlbachstraße 23      | Friedrichshafen Kernstadt, Obere Mühlbachstraße 23                           |           | Geschützt nach § 2 DSchG  |    |
| Weitere Bilder | Graf-Zeppelin-Haus                                        | Friedrichshafen Kernstadt, Olgastraße 20 (Karte)                             |           | Geschützt nach § 2 DSchG  |    |
| Weitere Bilder | Wasserturm                                                | Friedrichshafen Kernstadt, Olgastraße 32 (Karte)                             |           | Geschützt nach § 2 DSchG  |    |
|                | Abspannwerk                                               | Friedrichshafen Kernstadt, Paulinenstraße 73 (Karte)                         |           | Geschützt nach § 2 DSchG  |    |
|                | Bauernhaus, Riedern Nr. 1                                 | Friedrichshafen Kernstadt, Riedern Nr. 1                                     |           | Geschützt nach § 2 DSchG  |    |
|                | Bauernhaus, Riedern Nr. 2                                 | Friedrichshafen Kernstadt, Riedern Nr. 2                                     |           | Geschützt nach § 2 DSchG  |    |
| Weitere Bilder | Wohnhäuser, Schillerstraße 6, 6/1                         | Friedrichshafen Kernstadt, Schillerstr. 6, 6/1 (Karte)                       |           | Geschützt nach § 2 DSchG  |    |
|                | Villa Niederberger                                        | Friedrichshafen Kernstadt, Schmidstraße 3 (Karte)                            |           | Geschützt nach § 2 DSchG  |    |
|                | Haus Niederberger                                         | Friedrichshafen Kernstadt, Schmidstraße 4 (Karte)                            |           | Geschützt nach § 2 DSchG  | BW |
|                | Villa Winz                                                | Friedrichshafen Kernstadt, Schmidstraße 7 (Karte)                            |           | Geschützt nach § 2 DSchG  |    |
|                | Schmitthennersiedlung                                     | Friedrichshafen Kernstadt (Karte)                                            |           | Geschützt nach § 2 DSchG  | BW |
| Weitere Bilder | Hafenbahnhof                                              | Friedrichshafen Kernstadt, Seestraße 22 (Karte)                              |           | Geschützt nach § 2 DSchG  |    |
| Weitere Bilder | Stadtbahnhof                                              | Friedrichshafen Kernstadt, Stadtbahnhof 1 (Karte)                            |           | Geschützt nach § 2 DSchG  |    |
|                | Alte Stadtmauer Friedrichshafen, Stadtbefestigung         | Friedrichshafen Kernstadt                                                    |           | Geschützt nach § 2 DSchG  |    |
|                | Schreienesch-Grundschule                                  | Friedrichshafen Kernstadt, Stauffenbergstraße 2 (Karte)                      |           | Geschützt nach § 2 DSchG  | BW |
| Weitere Bilder | Pavillon mit Stadtgarten                                  | Friedrichshafen Kernstadt, Uferstraße 19 (Karte)                             |           | Geschützt nach § 2 DSchG  |    |
|                | Tankstelle, Werastraße 18                                 | Friedrichshafen Kernstadt, Werastraße 18 (Karte)                             |           | Geschützt nach § 2 DSchG  |    |
|                | Villa Miller                                              | Friedrichshafen Kernstadt, Zeppelinstraße 9 (Karte)                          |           | Geschützt nach § 2 DSchG  |    |
|                | Villa Martha                                              | Friedrichshafen Kernstadt, Zeppelinstraße 10 (Karte)                         |           | Geschützt nach § 2 DSchG  |    |
|                | Ehemalige Villa Gminder                                   | Friedrichshafen Kernstadt, Ziegelstraße 5/1 (Karte)                          |           | Geschützt nach § 2 DSchG  | BW |
| Weitere Bilder | Wohnung- und Geschäftshaus, Buchhornplatz 7               | Friedrichshafen Kernstadt, Buchhornplatz 7 (Karte)                           |           |                           |    |
| Weitere Bilder | Hochhaus, Keplerstraße 27                                 | Friedrichshafen Kernstadt, Keplerstraße 27 (Karte)                           |           |                           |    |
|                | Wohnhaus, Olgastraße 29 / Oranienstraße 10                | Friedrichshafen Kernstadt, Olgastraße 29 / Oranienstraße 10 (Karte)          |           |                           |    |
| Weitere Bilder | Katholische Pfarrkirche St. Columban                      | Friedrichshafen Kernstadt, Paulinenstraße 100 (Karte)                        |           |                           |    |
|                | Laubenganghaus, Schreienöschstraße 2, 4, 6, 8, 10, 12, 14 | Friedrichshafen Kernstadt, Schreienöschstraße 2, 4, 6, 8, 10, 12, 14 (Karte) |           |                           |    |
|                | Wohn- und Geschäftshaus                                   | Friedrichshafen Kernstadt, Werastraße 3                                      |           |                           |    |

## Kluftern
| Bild           | Bezeichnung                                                   | Lage                                       | Datierung | Beschreibung             | ID |
| -------------- | ------------------------------------------------------------- | ------------------------------------------ | --------- | ------------------------ | -- |
| Weitere Bilder | Katholische Pfarrkirche St. Gangolf                           | Kluftern, Gangolfstraße 5 (Karte)          |           | Geschützt nach § 2 DSchG |    |
| Weitere Bilder | Kapelle St. Laurentius                                        | Kluftern, Lorenzweg 4 (Lipbach) (Karte)    |           | Geschützt nach § 2 DSchG |    |
|                | Gasthof Schloss                                               | Kluftern, Riedheimer Straße 8 (Karte)      |           | Geschützt nach § 2 DSchG |    |
| Weitere Bilder | Kapelle St. Agatha                                            | Kluftern, Riedheimer Straße 10 (Karte)     |           | Geschützt nach § 2 DSchG |    |
|                | Sachgesamtheit Mühlengehöft, Markdorfer Straße 8 (Mühlöschle) | Kluftern, Markdorfer Straße 8 (Mühlöschle) |           |                          |    |
|                | Bauernhaus, Markdorfer Str. 181                               | Kluftern, Markdorfer Straße 181            |           |                          |    |
|                | Bauernhaus, Riedheimer Str. 1                                 | Kluftern, Riedheimer Straße 1 (Karte)      |           |                          | BW |

## Raderach
| Bild           | Bezeichnung                                   | Lage                                   | Datierung | Beschreibung | ID |
| -------------- | --------------------------------------------- | -------------------------------------- | --------- | ------------ | -- |
| Weitere Bilder | Kapelle Mariä Heimsuchung                     | Raderach, Fichtenburgstraße 19 (Karte) |           |              |    |
|                | Bauernhaus mit Kellergewölbe, Mangoldstraße 5 | Raderach, Mangoldstraße 5              |           |              |    |